# Rhytisma ilicis-canadensis
Rhytisma ilicis-canadensis är en svampart som beskrevs av Schwein. 1832. Rhytisma ilicis-canadensis ingår i släktet Rhytisma och familjen Rhytismataceae.   Inga underarter finns listade i Catalogue of Life.